# 브라질국
브라질국(포르투갈어: Estado do Brasil)은 포르투갈 제국의 식민지 중 하나였다.